# Бид (округ)
Бид (маратхи बीड जिल्हा; англ. Beed) или Бхир (англ. Bhir) — округ в индийском штате Махараштра. Образован 1 мая 1960 года. Административный центр — город Бид. Площадь округа — 10 693 км². По данным всеиндийской переписи 2001 года население округа составляло 2 161 250 человек. Уровень грамотности взрослого населения составлял 68 %, что выше среднеиндийского уровня (59,5 %). Доля городского населения составляла 17,9 %.